# Capoliveri
Capoliveri é uma comuna italiana da região da Toscana, província de Livorno, com cerca de 3.108 habitantes. Estende-se por uma área de 38 km², tendo uma densidade populacional de 82 hab/km². Faz fronteira com Campo nell'Elba, Porto Azzurro, Portoferraio.